# Dunaalmás
Dunaalmás község Komárom-Esztergom vármegyében, a Tatai járásban.

## Fekvése
Komárom-Esztergom vármegye északi peremén, a Gerecse északi nyúlványai mellett fekszik, a Duna jobb partján. A környék fontosabb települései közül Komárom 16, Tata 9, Almásfüzitő 4, a megyeszékhely Tatabánya pedig 17 kilométer távolságra található.
| Tengerszint feletti magasság Dunaalmás | 112 m                                             |
| Klíma Dunaalmás                        | Óceáni éghajlat (Köppen éghajlati besorolás: Cfb) |

Legfontosabb közúti megközelítési útvonala a 10-es főút, mely áthalad a központján és a nyugati határszéle közelében torkollik be az 1-es főútba. Szomóddal (és azon keresztül Tatával, illetve Tatabányával) az 1129-es út köti össze. A hazai vasútvonalak közül a Esztergom–Almásfüzitő-vasútvonal érinti, melynek egy megállási pontja van itt, Dunaalmás megállóhely.

## Nevének eredete
A hagyomány szerint a település környékén hajdan nagy almafaerdők voltak, s e almaligetekről nevezték el a települést Almásnak.

## Története
Dunaalmás és környéke már ősidők óta lakott hely, ahol bronz-, római-, népvándorláskori leletek kerültek elő. Az itt lévő egykori római telepet Asaum-nak nevezték. Nevének első írásos említése 1093-ból való, Almás alakban.
A település valószínű, hogy abból a füzitői birtokból különülhetett el, amelyet Szent István adott a pannonhalmi apátságnak.
1093-ban I. László király birtokai közt szerepel.
1216-ban III. Ince pápa az apátság önálló birtokai között sorolja fel Szent Lászlóról elnevezett templomával együtt. A szentmártoni apátság ősi birtokai közé tartozott és 1223-ban Endre király megerősíti Szent László adományát.
A tatárjárás alatt a falu elnéptelenedett.
1342-ben Károly Róbert király is megfordult Almáson, és innen keltezte egyik oklevelét is. 1367-ben Nagy Lajos király újra benépesítette, és visszavette a bencésektől. 1369-ben Ferenc nevű királyi orvost írják bérlőjének. 1422-1462 között a komáromi vár tartozéka Villa Almas néven. 1500 táján a Porkoláb családot találjuk birtokosaként.
1529-ben a törökök elpusztították. 1540-ben Erdőhegyi Benedeknek és társainak zálogbirtoka. 1570-ben népesült be újból, ekkor a Rév-Almás nevet nyeri. A zsámbéki basától a török hódoltság idejében egy malmot kapott adományba a település.
1651-ben és 1673-ban  a pannonhalmi főapát tiltakozik az ellen, hogy a települést a király Puchaim Jánosnak adományozza.
1714-ben itt pihent meg XII. Károly svéd király, aki a török fogságból szabadulva hazafelé tartott. 1749-ben Takács János, Ferenc és Judit, Király Kata, Varga János, Mészáros István, Zsuzsanna és Éva van megnevezve birtokosaként. Később a Zichyek lettek tulajdonosai 1853-ig, amikor eladták a klosterneuburgi kanonok-rendnek.
1815-ben a környéket és Almást is erős földrengés érte, romba döntve a község egy részét is.

### A híres szerelmespár

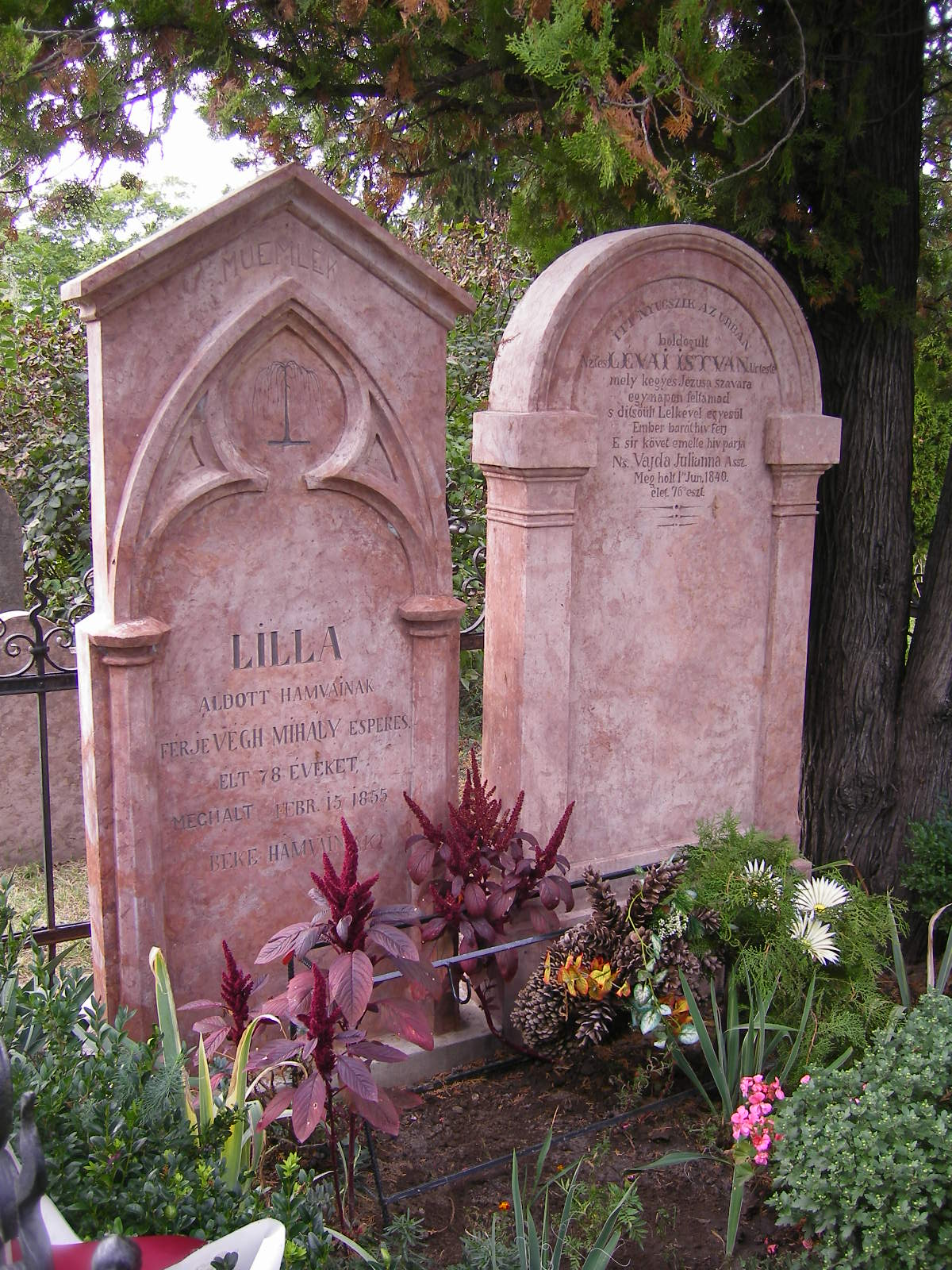
Lilla síremléke Dunaalmáson.

Vajda Julianna, akit a források gyakran Lilla néven említenek, Csokonai Vitéz Mihály nagy szerelme, a híres Lilla-dalok ihletője volt. Nem maradt teljesen közömbös a költő iránt, aki rajongását szebbnél szebb versekkel fejezte ki. A Vajda szülők azonban, bár kedvelték a költőt, egyáltalán nem szánták neki a lányukat. Lilla a szülői kényszer hatására 1798-ban férjhez ment egy Lévai István nevű gazdag dunaalmási kereskedőhöz. 1805-ben, Csokonai halálakor a hozzátartozói elküldték Lillának a búcsúlevelét, és a kinyomtatott Lilla-dalok egy kötetét, melyet ő a haláláig megőrzött. 1840-ben Lévai István meghalt; Vajda Julianna ekkor másodszor is férjhez ment, Végh Mihály dunaalmási református lelkipásztorhoz. Lilla 1855-ben, 79 éves korában halt meg, utolsó kívánsága szerint vele temették a költő búcsúlevelét. Ágya mellett tartotta a Lilla-dalok első kötetét, valamint Csokonai eljegyzési gyűrűjét, melyet egészen a haláláig viselt.

### Az 1848-as szabadságharcban
1849. augusztus 2-án Klapka György tábornok csapatai megpróbáltak kitörtek a körbezárt Komáromi várból. Augusztus 3-án Aschermann Ferenc ezredes vezette balszárny csapatai elfoglalták Dunaalmást. A falut védő osztrák helyőrség létszáma pár századra tehető, a község területén heves utcai harcok folytak. Aschermann teljes sikert aratott és utána továbbhaladt a lovadi hadihíd és Mocsa, Tömörd és Igmánd elfoglalása felé. Augusztus 3-án késő délután a több oszlopból egyesülő magyar erők döntő győzelmet arattak Anton Csorich csapatai fölött. A komáromi vár ostroma ezzel megtört, a vár ideiglenesen felszabadult.

### Modernkori történet
A település kőbányájából hordott kövekből építették fel például a komáromi várat, de már a rómaiak is bányásztak innen követ, Brigetio építkezéseihez, amit rabszolgák bányásztak ki és szállították el a máig fennmaradt ún. kőhordóúton keresztül. A római kor óta üzemelő kőbányát mára már bezárták.
A település és környéke máig híres szőlő- és bortermeléséről.
A Csokonai Művelődési Ház Lilla lebontott lakóháza helyén épült 1933-ban. Szomszédságában kapott helyet Csokonai szobra és a körülötte kialakított park. A kutatás közben felgyűlt, nagy értékű tárgyi és írásos emlékek az 1971-ben felavatott emlékszobában lettek kiállítva.
1977. április 1-jén Almásneszmély néven egyesítették a szomszédos Neszméllyel. A két település 1991-ben szétvált.

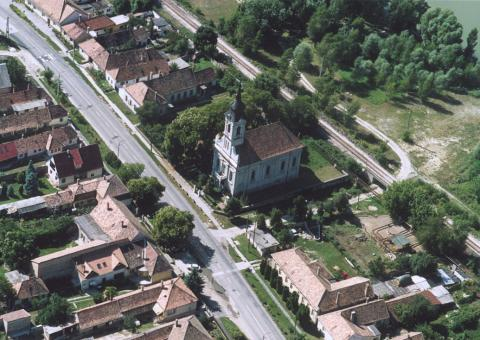

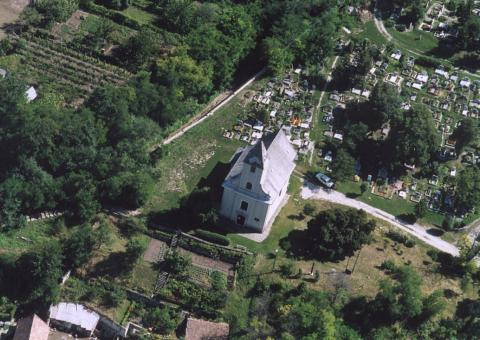

## Közélete

### Polgármesterei
- 1991–1992?: Domján János (nem ismert)[9]
- 1992–1994: Maár András (nem ismert)[10]
- 1994–1998: Maár András (független)[11]
- 1998–2002: Lévai Péter (független)[12]
- 2002–2006: Lévai Péter (független)[13]
- 2006–2010: Lévai Péter (független)[14]
- 2010–2014: Czeglédi Zoltán (független)[15]
- 2014–2016: Czeglédi Zoltán (független)[16]
- 2016–2019: Ollé Árpád (független)[17]
- 2019–2022: Ollé Árpád (független)[18]
- 2022–2024: Makay Tibor (független)[19]
- 2024– : Makay Tibor (független)[1]

A rendszerváltás utáni első önkormányzati választáson Balázs László független jelöltet választották Almásneszmély polgármesterének, Balázs azonban belső viszályokra hivatkozva 1991 elején lemondott a tisztségéről. A következő választást már a kettéválást követően tartották meg, azonban a Dunaalmás vezetésével megbízott Domján János egy éven belül szintén távozott. Az 1992 júniusában tartott időközi választáson Maár Andrást választották a település első emberének.
2016. június 26-án időközi polgármester-választást (és képviselő-testületi választást) tartottak Dunaalmáson, az előző képviselő-testület önfeloszlatása miatt.
2022. október 2-án ugyancsak időközi polgármester-választást kellett tartani Dunaalmáson, mert a korábbi polgármester 2022 június végi hatállyal lemondott posztjáról.

## Sportélete
Labdarúgó csapata a DMAC Dunaalmás. 2022-ben a Komárom-Esztergom megyei III. osztályban játszott.

## Népesség
A település népességének változása:
| Lakosok száma | 1542 | 1550 | 1547 | 1785 | 1804 | 1727 | 1792 |
|               | 2013 | 2014 | 2015 | 2021 | 2022 | 2023 | 2024 |

A 2011-es népszámlálás során a lakosok 80,3%-a magyarnak, 0,9% németnek, 0,2% románnak, 0,3% szlováknak mondta magát (19,7% nem nyilatkozott; a kettős identitások miatt a végösszeg nagyobb lehet 100%-nál). A vallási megoszlás a következő volt: római katolikus 29,3%, református 22,5%, evangélikus 0,8%, görögkatolikus 0,3%, felekezeten kívüli 13,3% (32,6% nem nyilatkozott).
2022-ben a lakosság 83,3%-a vallotta magát magyarnak, 1,1% németnek, 0,1-0,1% ruszinnak, cigánynak és szlováknak, 2,8% egyéb, nem hazai nemzetiségűnek (16,6% nem nyilatkozott; a kettős identitások miatt a végösszeg nagyobb lehet 100%-nál). Vallásuk szerint 18,2% volt római katolikus, 14,6% református, 0,8% evangélikus, 0,5% görög katolikus, 0,1% izraelita, 0,9% egyéb keresztény, 0,8% egyéb katolikus, 16,1% felekezeten kívüli (47,8% nem válaszolt).

## Nevezetességei
- A Nepomuki Szent János tiszteletére szentelt  római katolikus temploma  barokk stílusban épült 1754 és 1757 között Johann Baptist Martinelli tervei szerint.

## Ismert emberek
- Itt élt 1798-tól haláláig, 1855. február 15-éig Vajda Julianna, Csokonai Vitéz Mihály Lillája. Sírja a község temetőjében található.
- Itt született Nagy Géza, a Debreceni Református Kollégium Gimnáziumának matematika-fizika tanára 1911. január 26-án.
- A község temetőjében nyugszik Petri György (1943-2000) költő.
- Itt élt Lenhardt György festőművész.[27]
- Az itteni Dunaalmási Csokonai Általános Iskolában tanított Barcsa Pál festőművész.

## Képtár

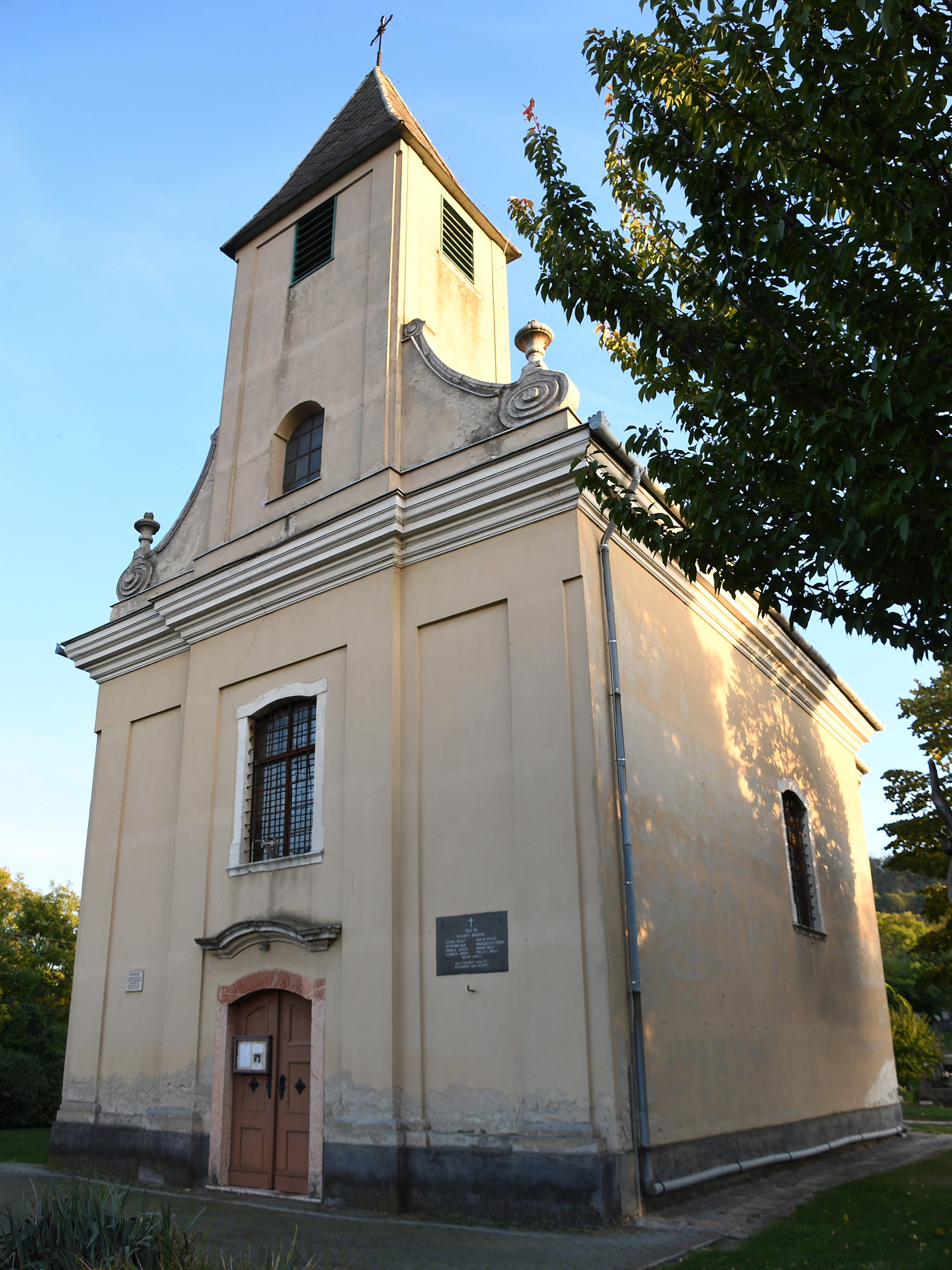
Dunaalmás katolikus temploma
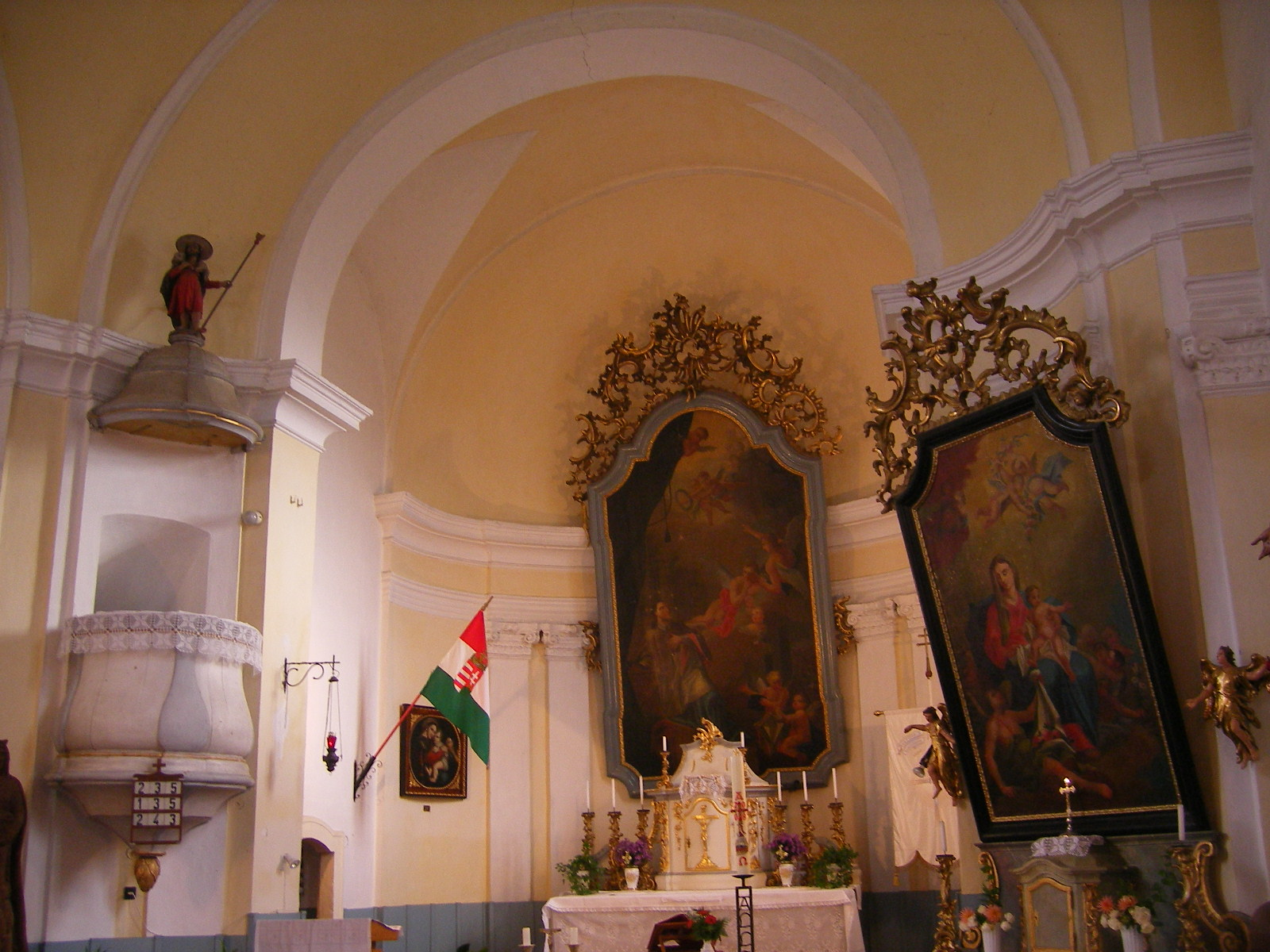
A katolikus templomban
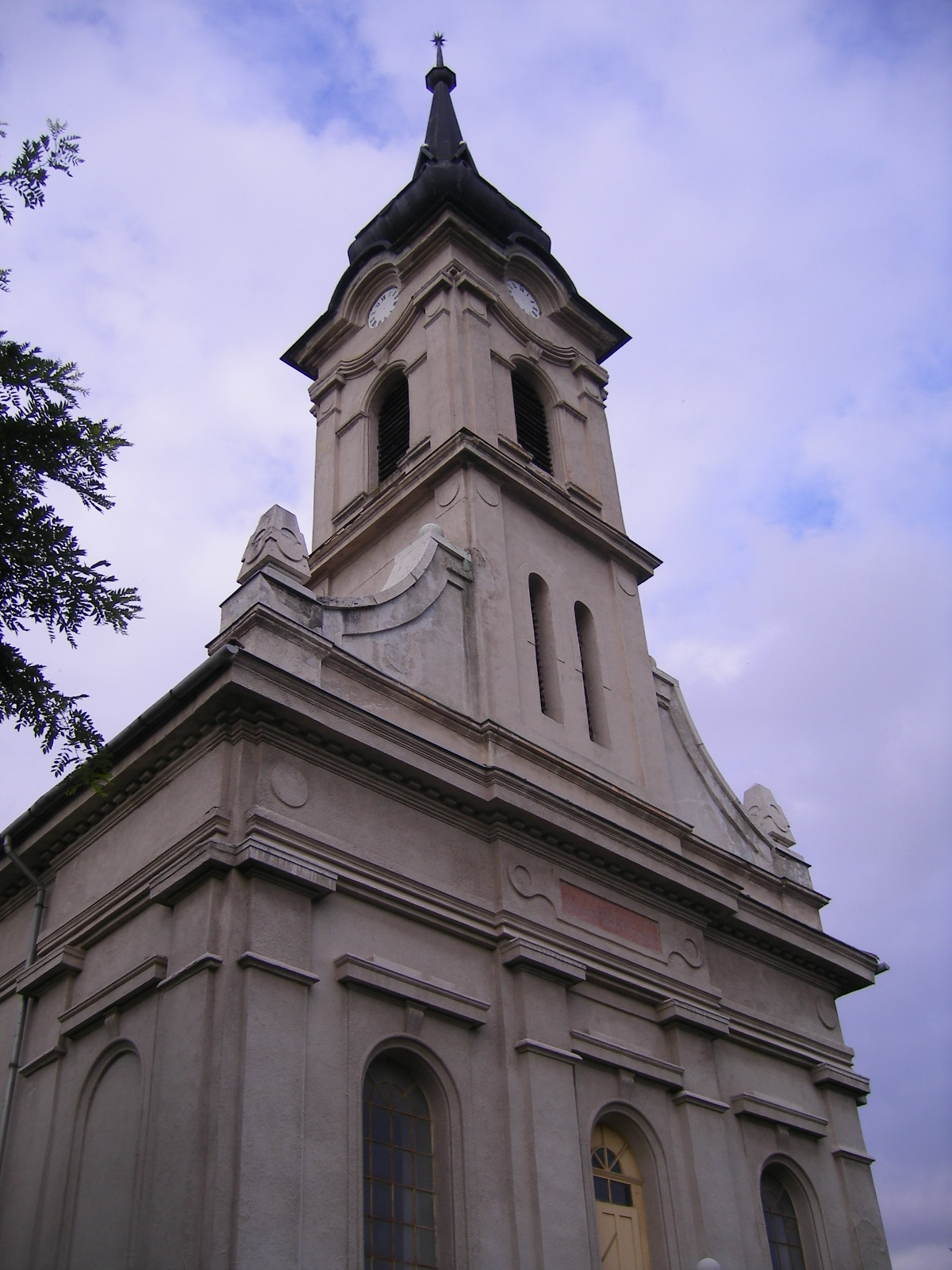
A református templom
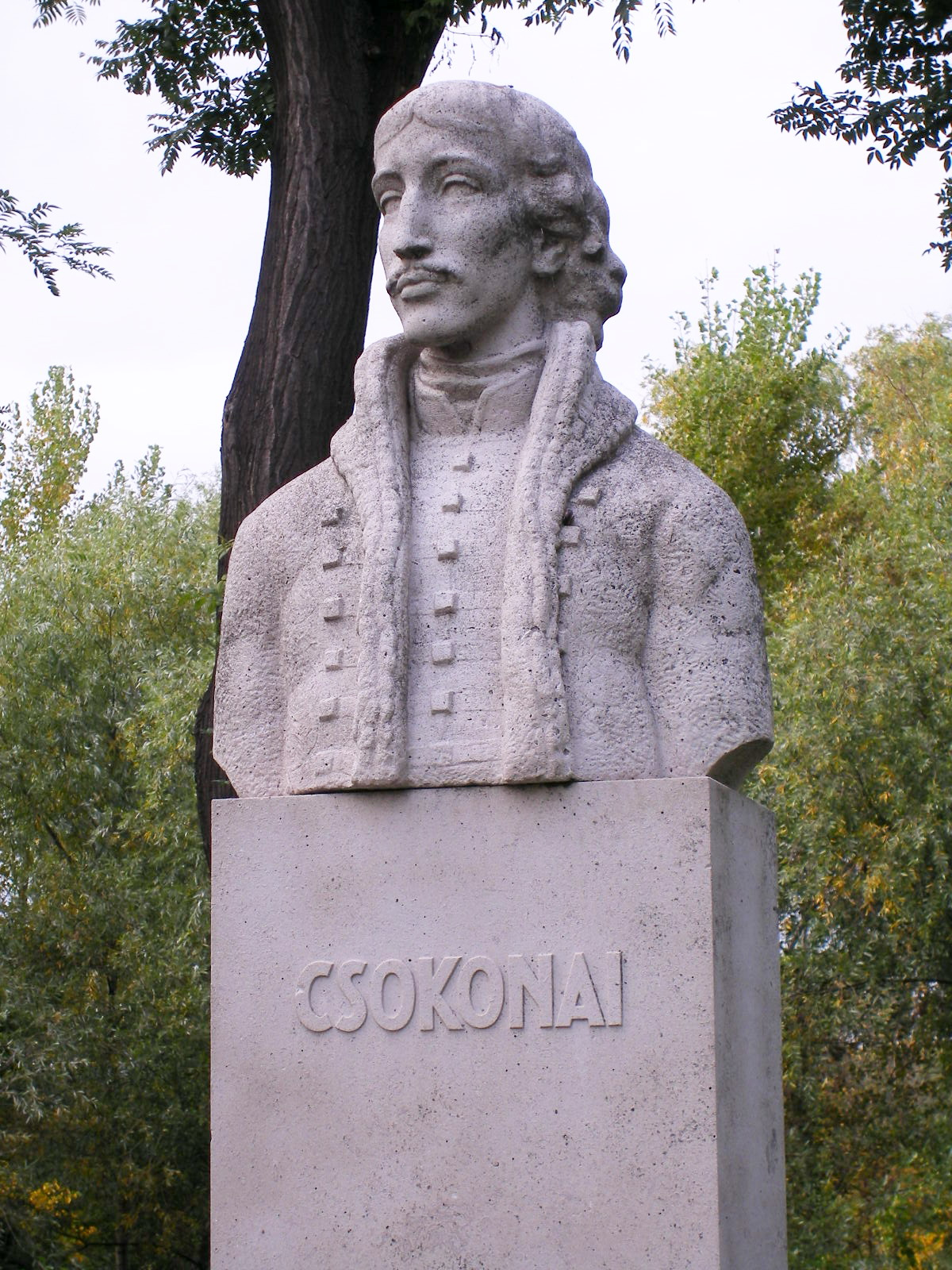
Csokonai Vitéz Mihály mellszobra
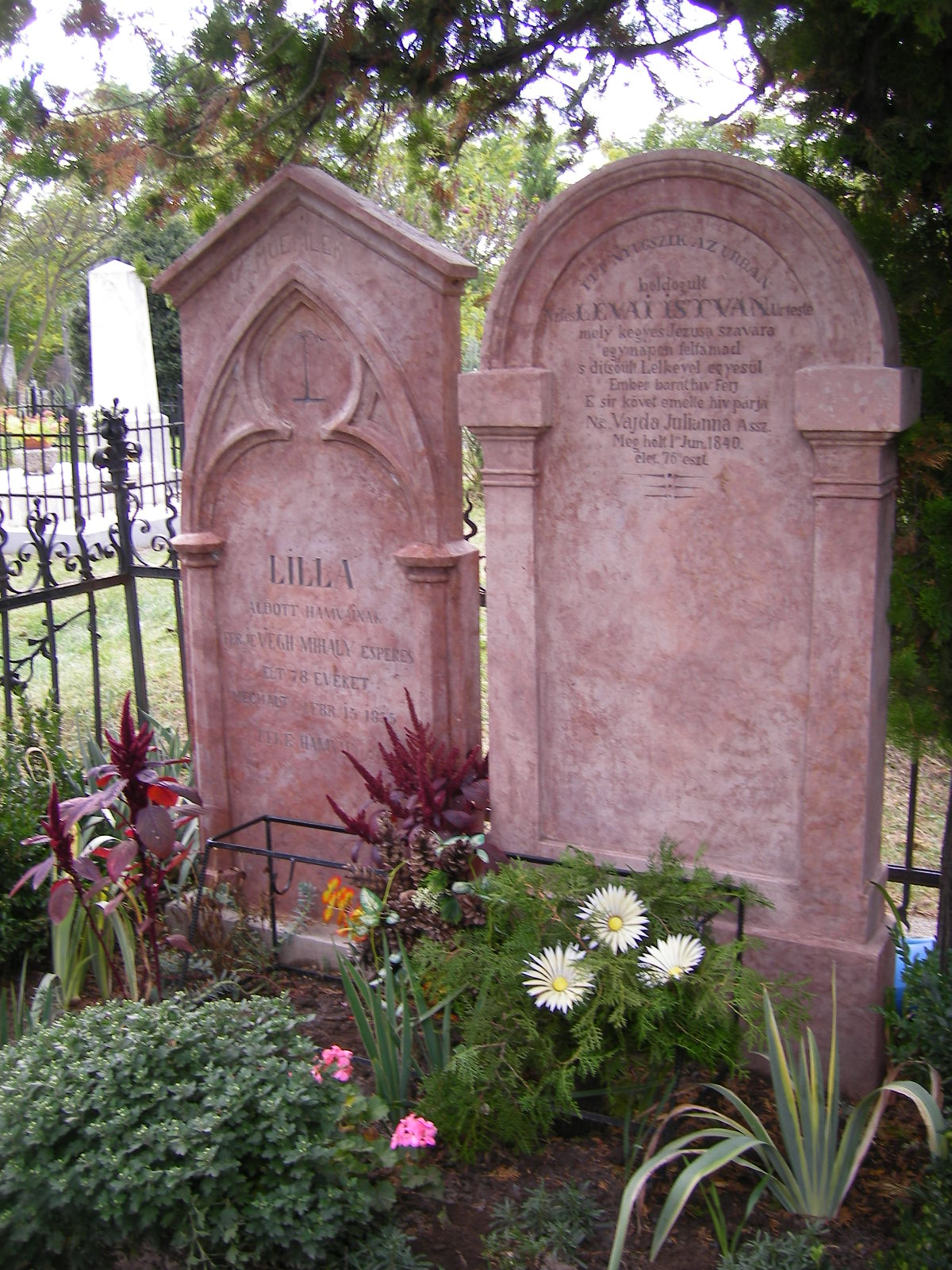
Vajda Julianna síremléke
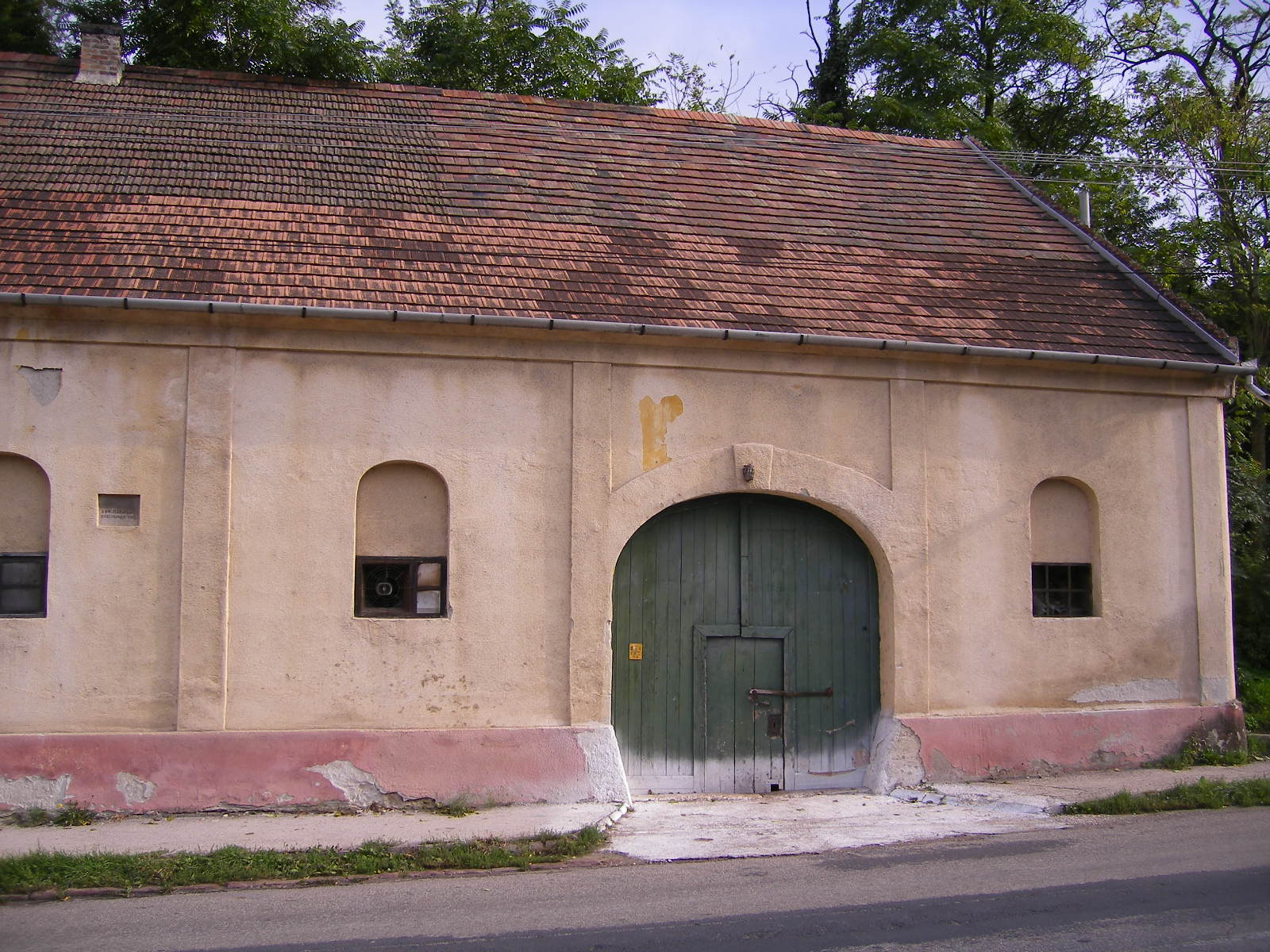
18. századi műemlék uradalmi pince
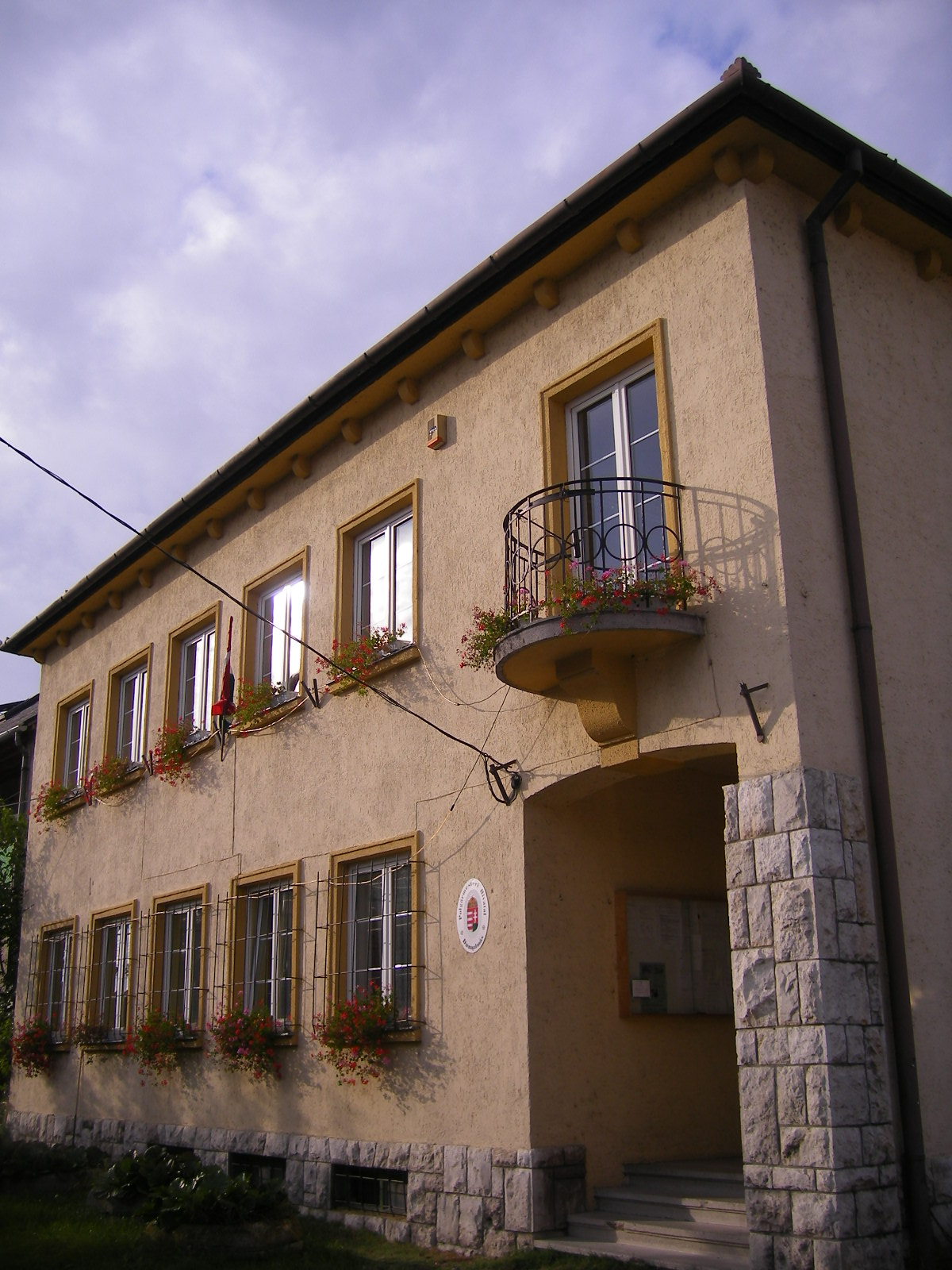
Polgármesteri hivatal
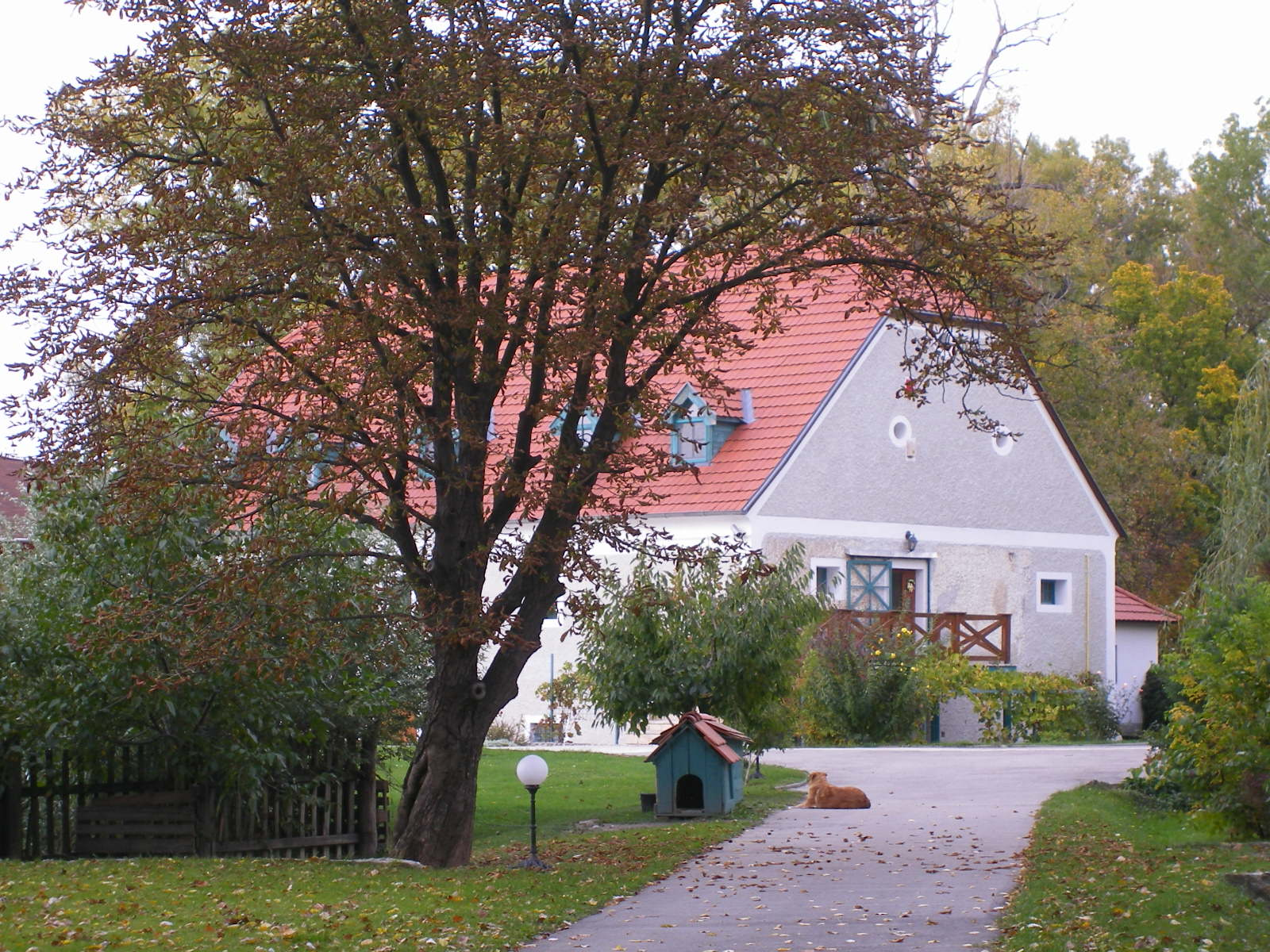
A régi dunaalmási malom
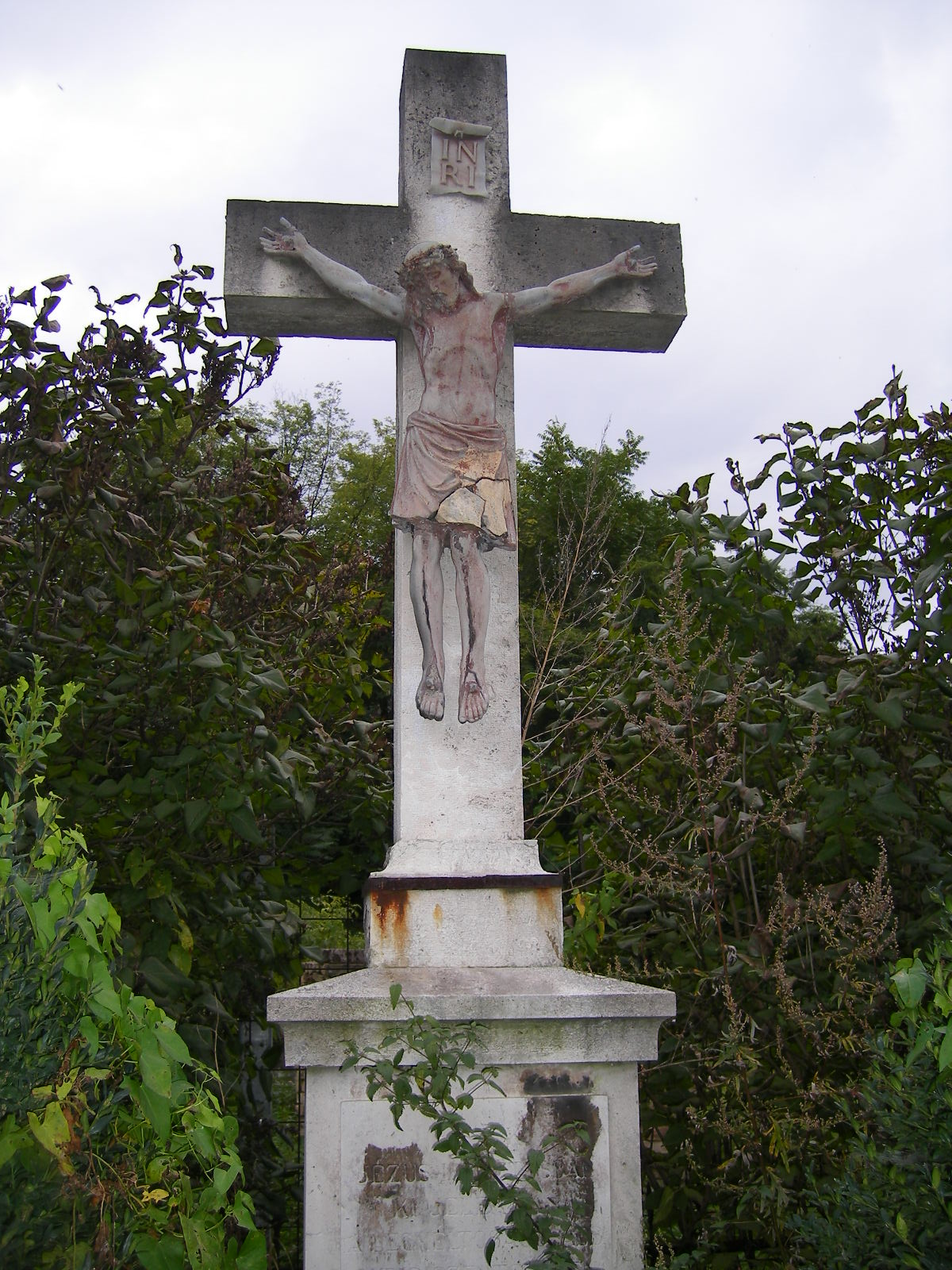
Útmenti feszület 1937-ből
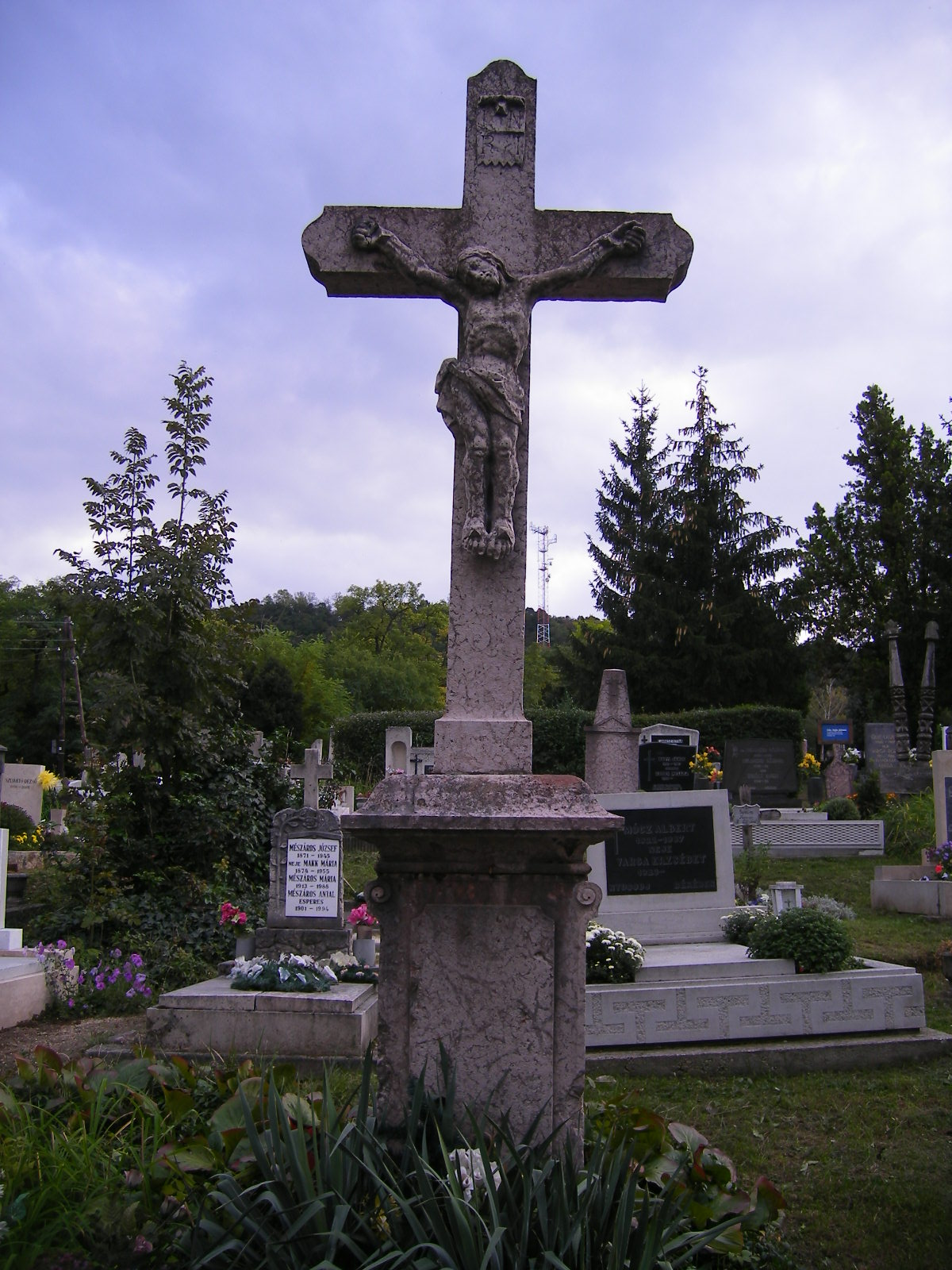
Temetői nagykereszt
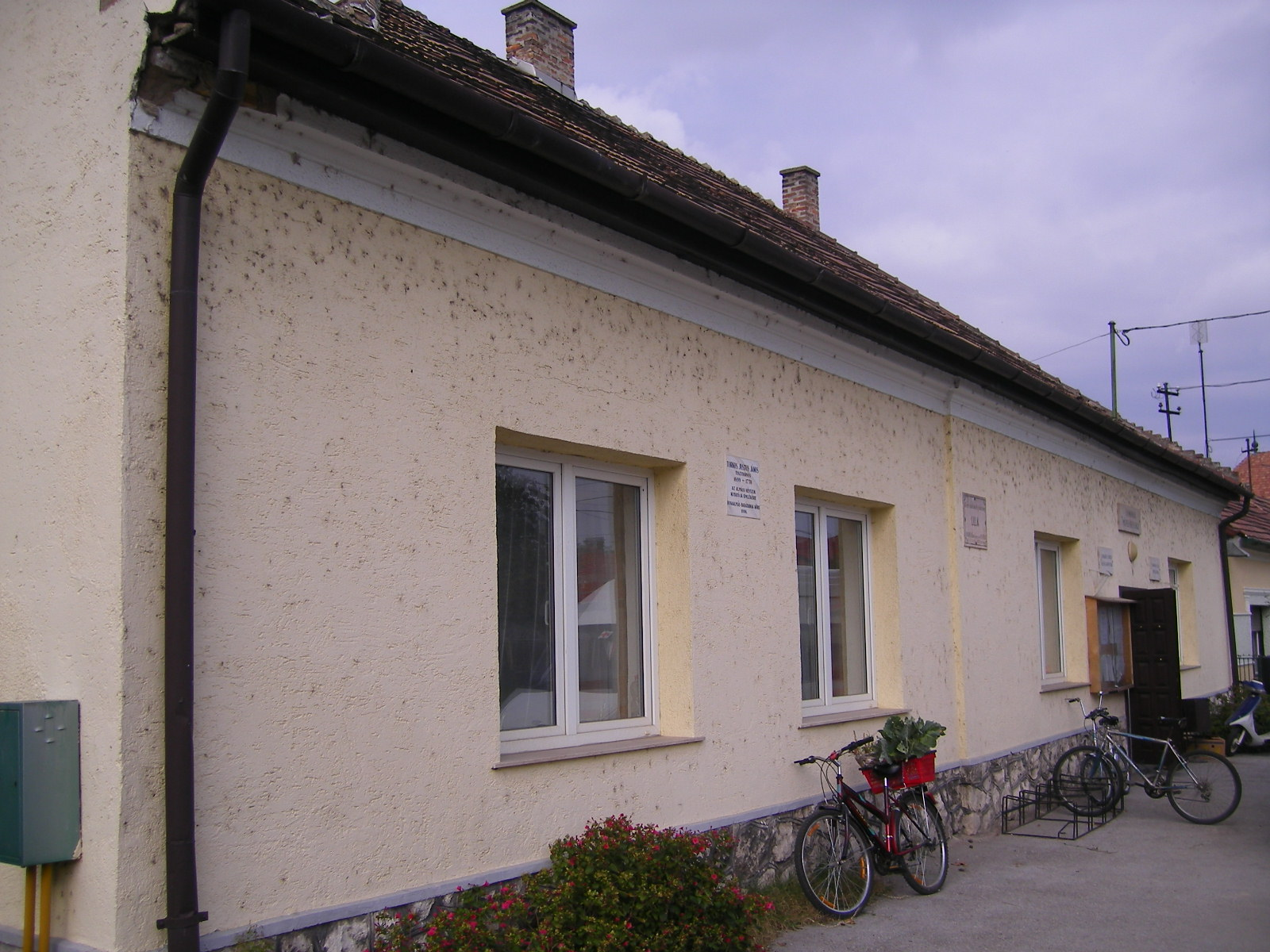
Csokonai Művelődési Ház
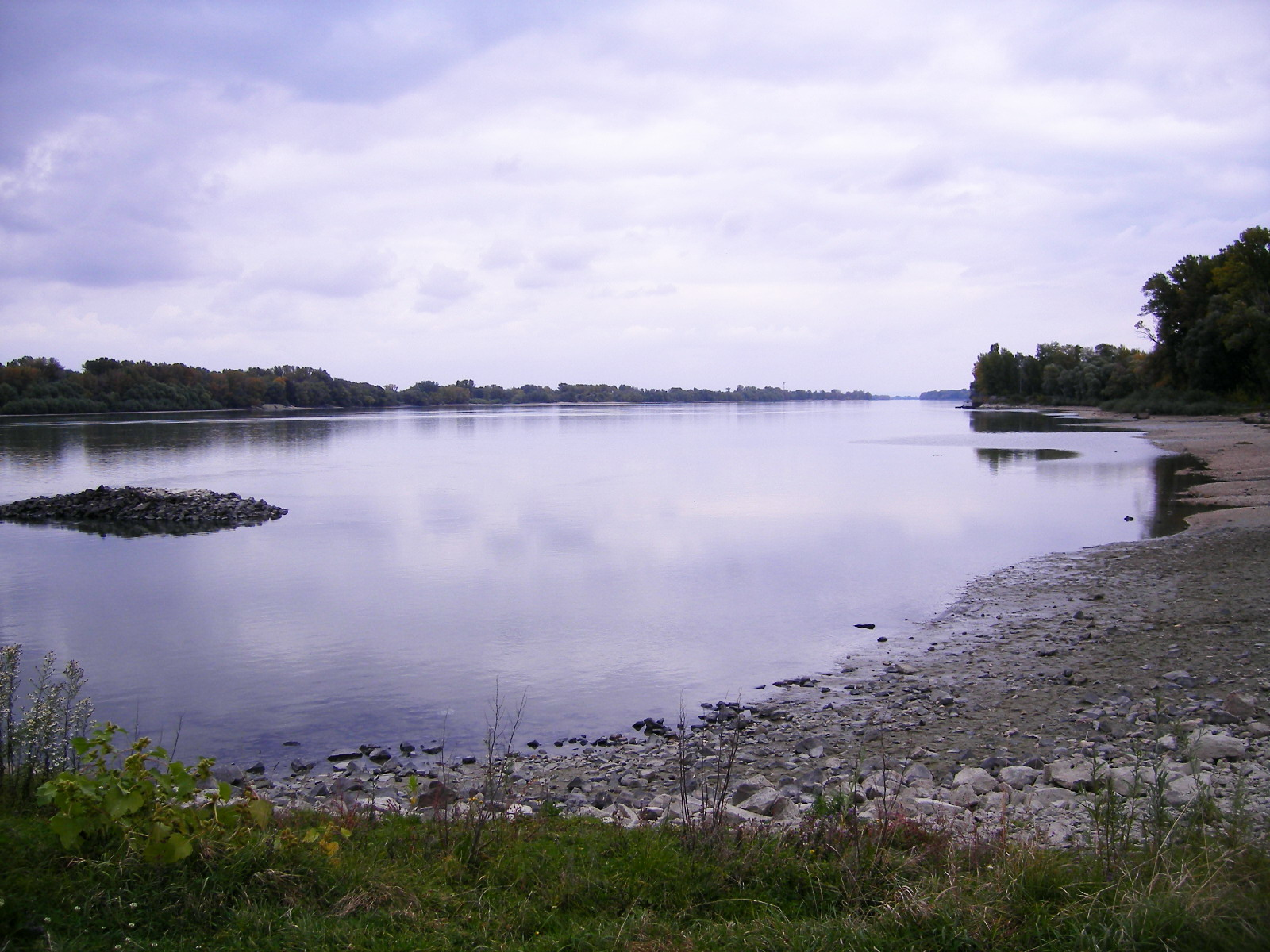
A Duna-parton
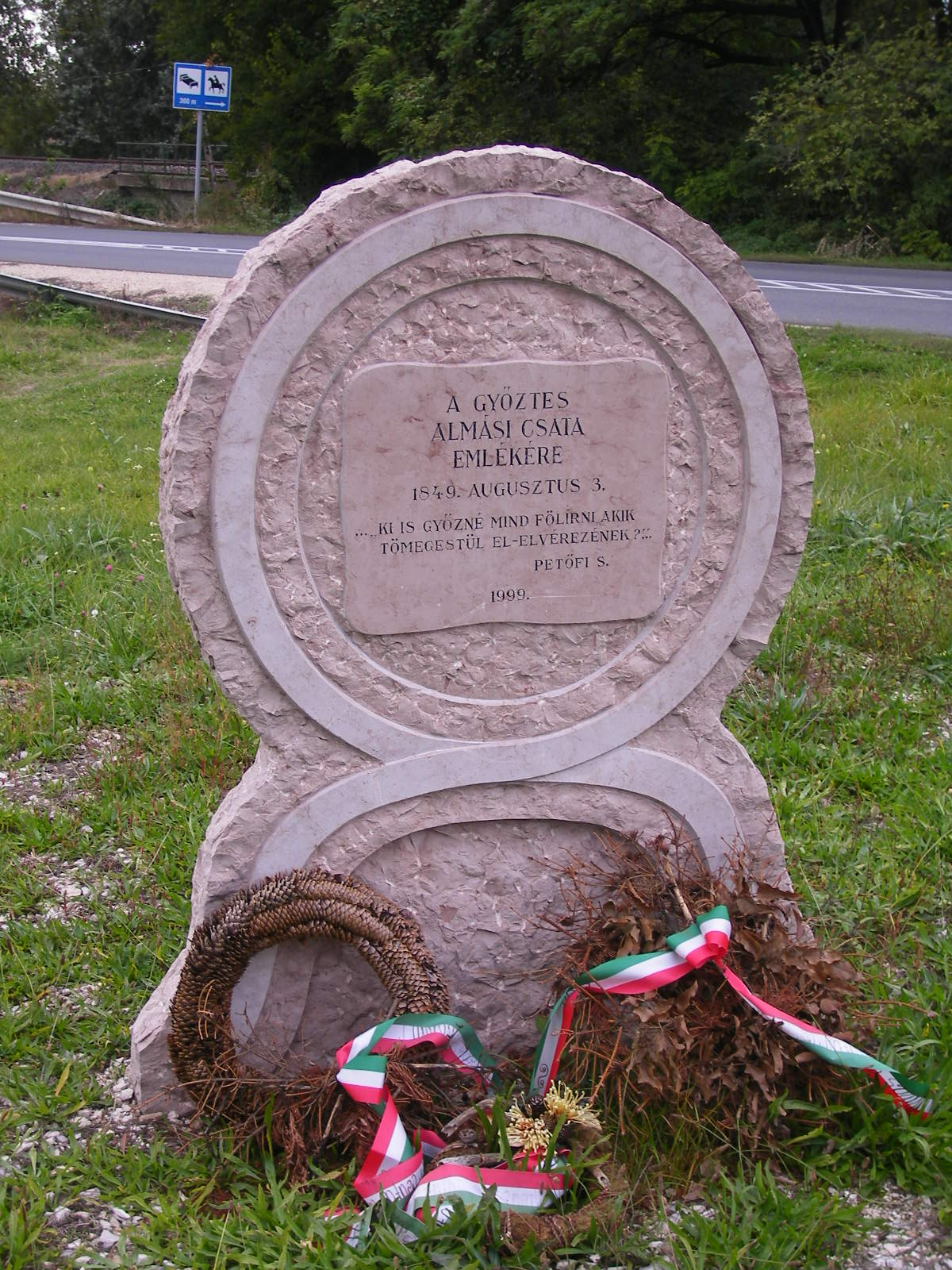
Az almási csata emlékműve
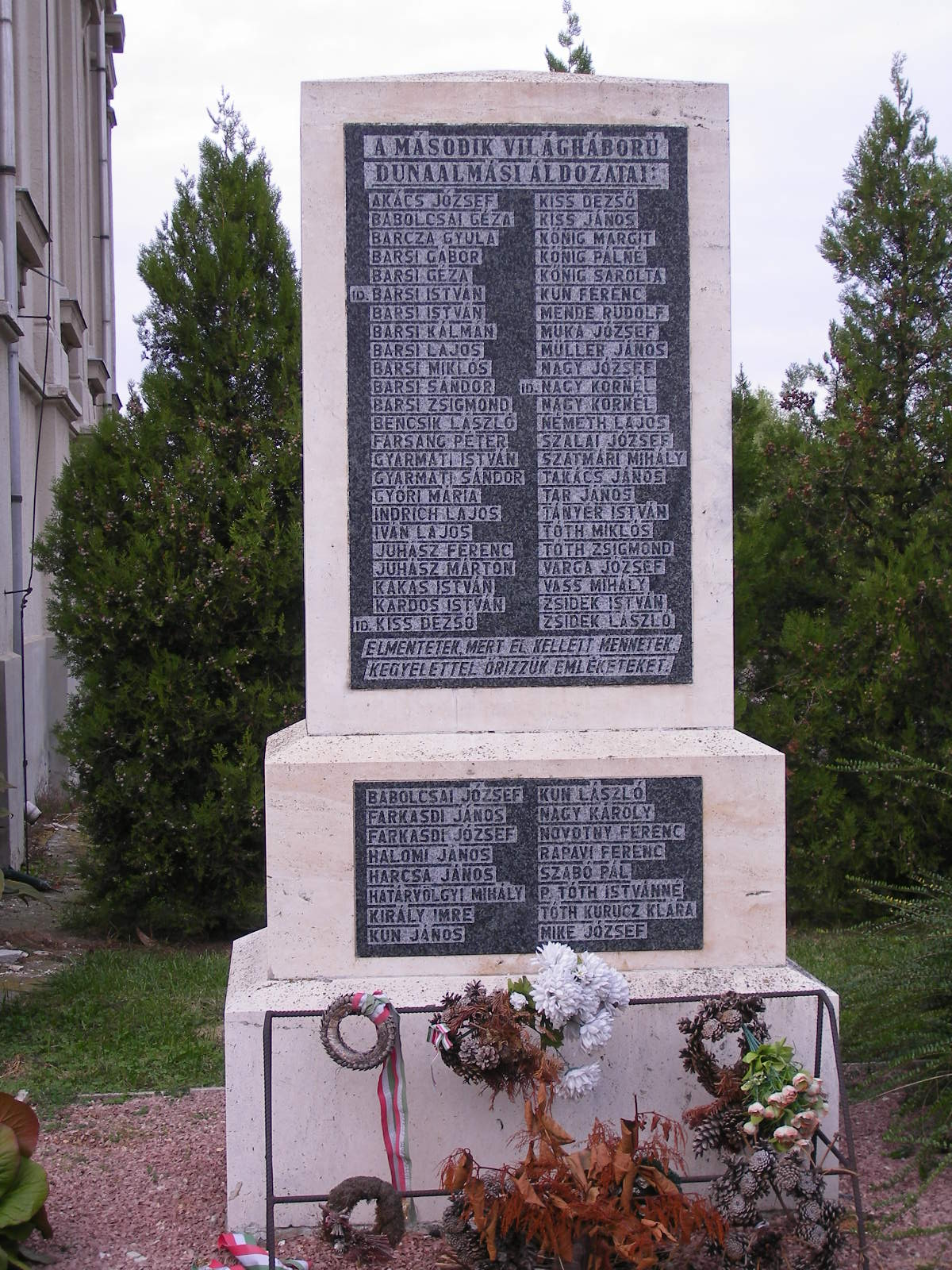
A második világháború áldozatainak emlékműve